# مایکل او هالوران (بازیکن فوتبال)
مایکل او هالوران (انگلیسی: Michael O'Halloran؛ زادهٔ ۶ ژانویهٔ ۱۹۹۱) بازیکن فوتبال اهل اسکاتلند است.
از باشگاه‌هایی که در آن بازی کرده‌است می‌توان به باشگاه فوتبال سنت جانستون، باشگاه فوتبال ترانمره راورز، باشگاه فوتبال سلتیک، باشگاه فوتبال شفیلد یونایتد، باشگاه فوتبال رنجرز، باشگاه فوتبال بولتون واندررز، و باشگاه فوتبال کارلایل یونایتد اشاره کرد.